# Rocca al Mare
Rocca al Mare est un quartier du district de  Haabersti à Tallinn en Estonie.

## Description
En 2019, Rocca al Mare n'a aucun habitant.
Le quartier abrite le musée estonien en plein air, le centre commercial de Rocca al Mare et l'école Rocca al Mare.

## Galerie

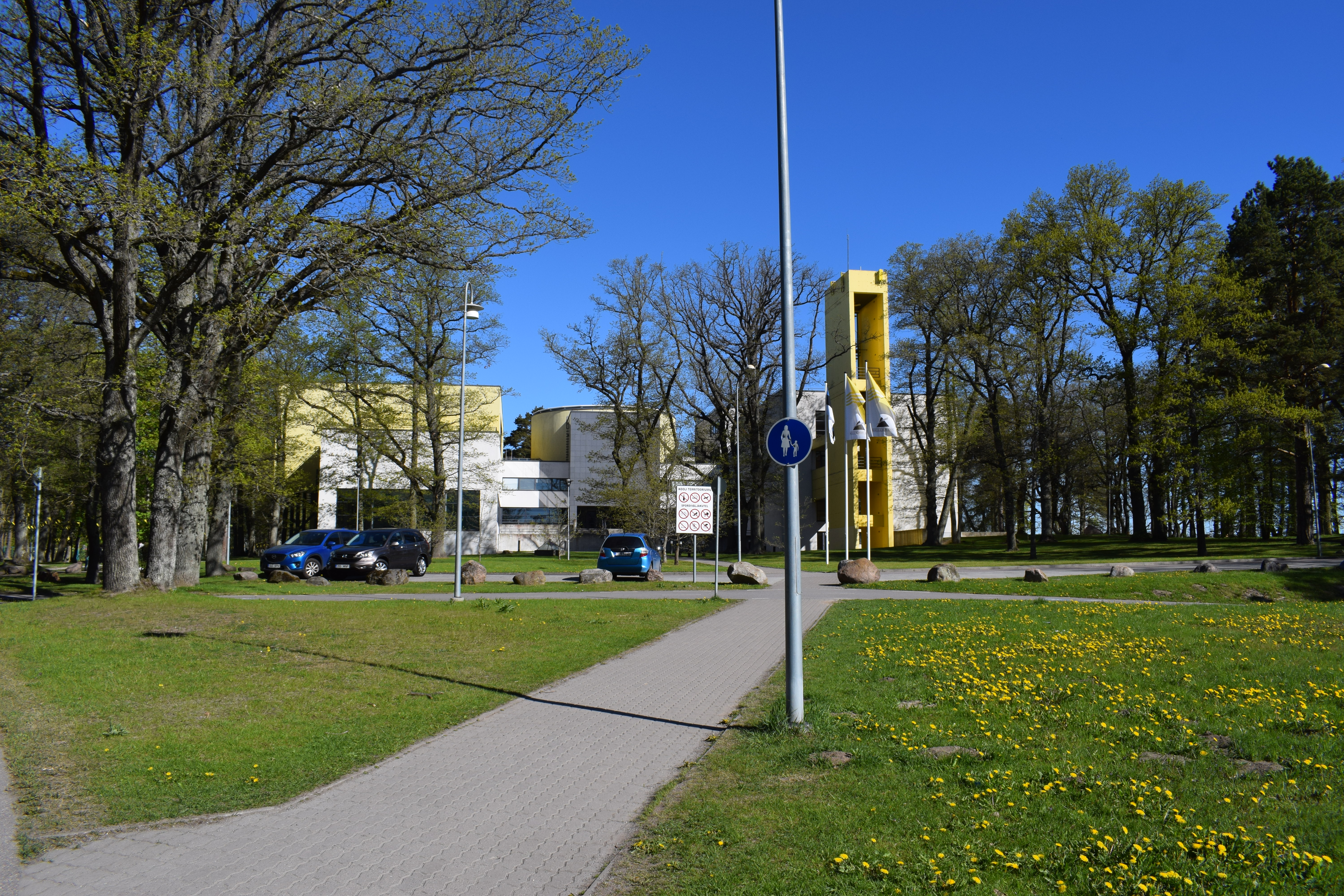
École Rocca al Mare
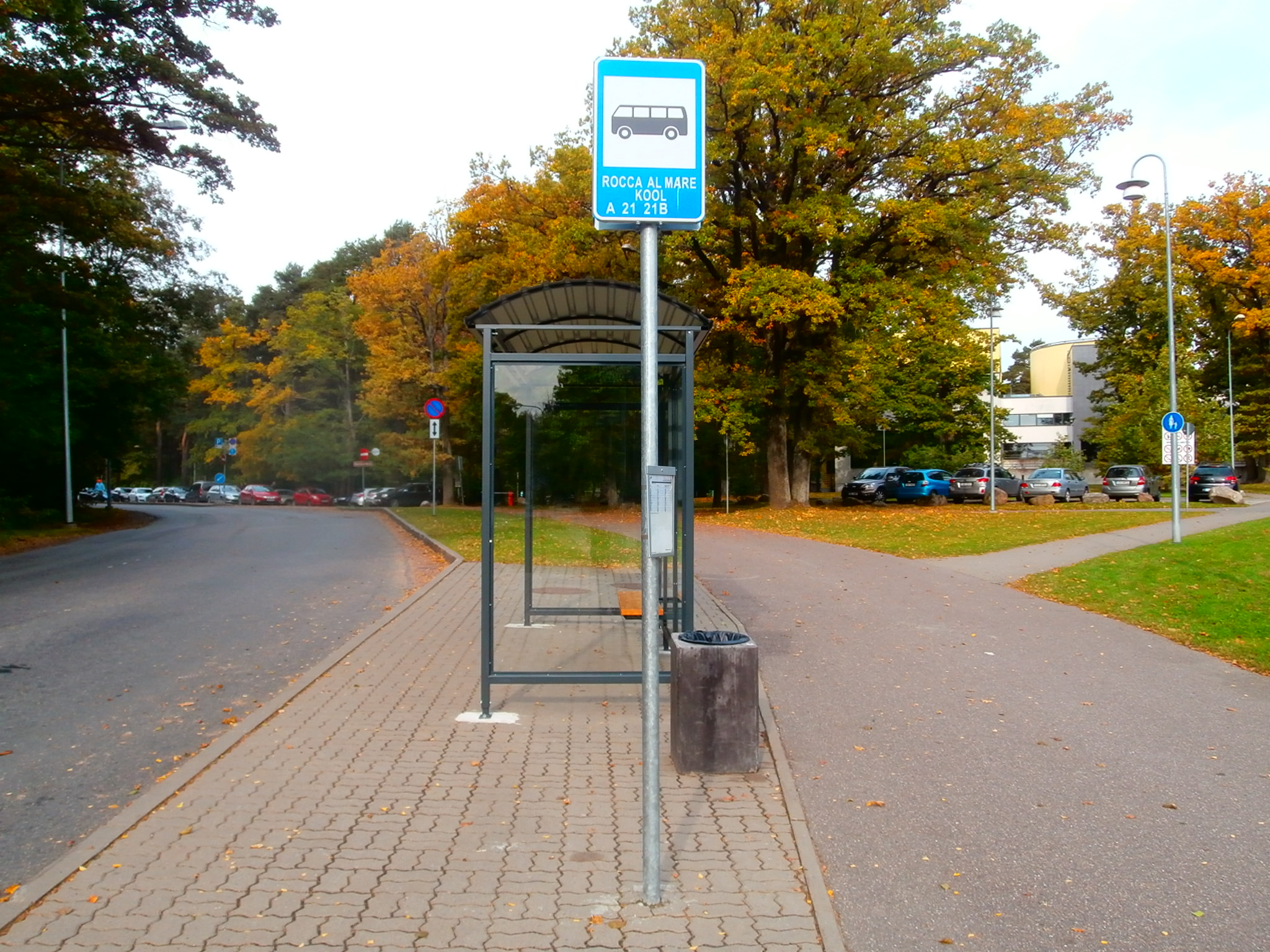
Arrêt de bus près de l’école Rocca al Mare
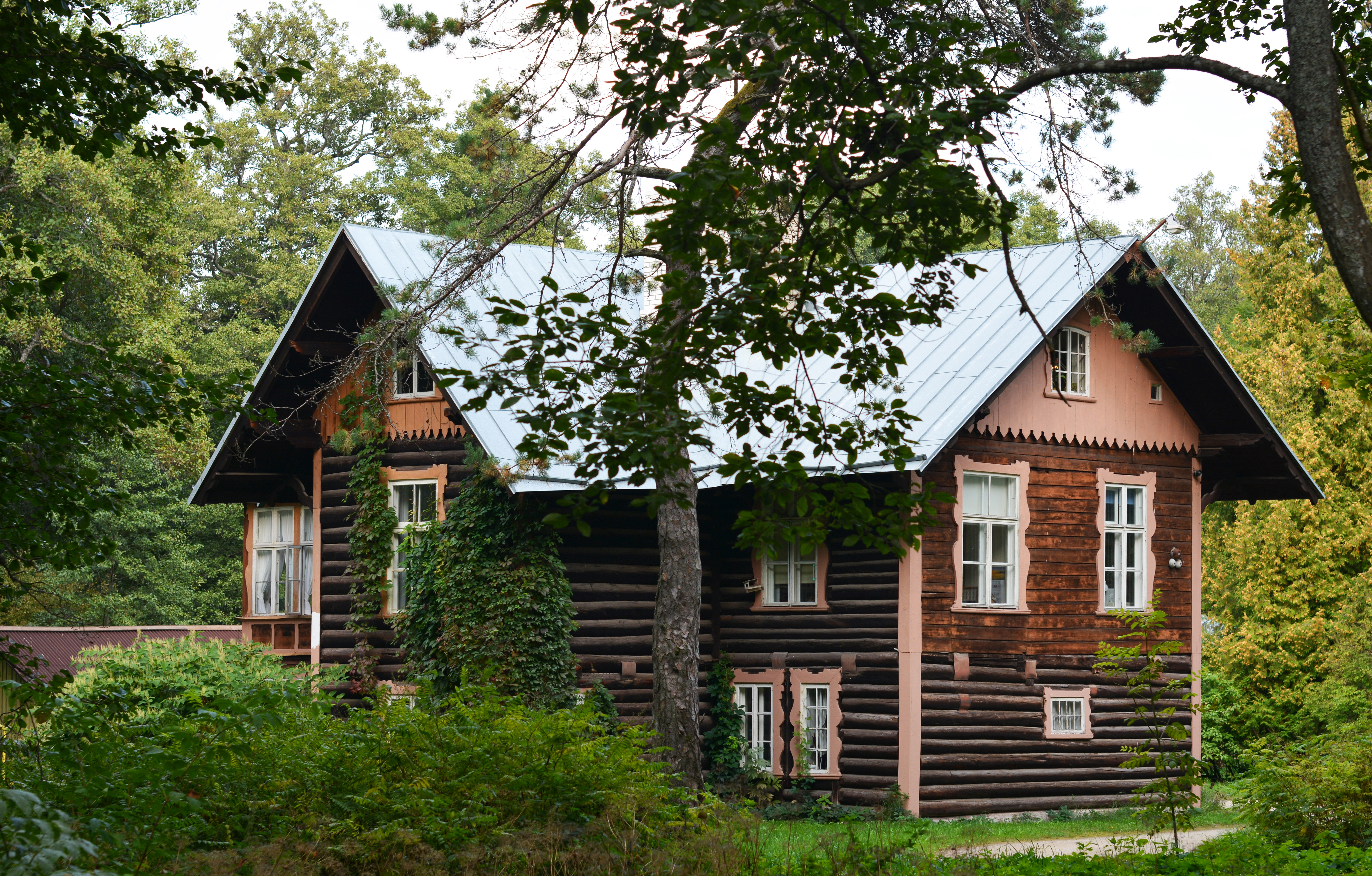
La maison suisse.
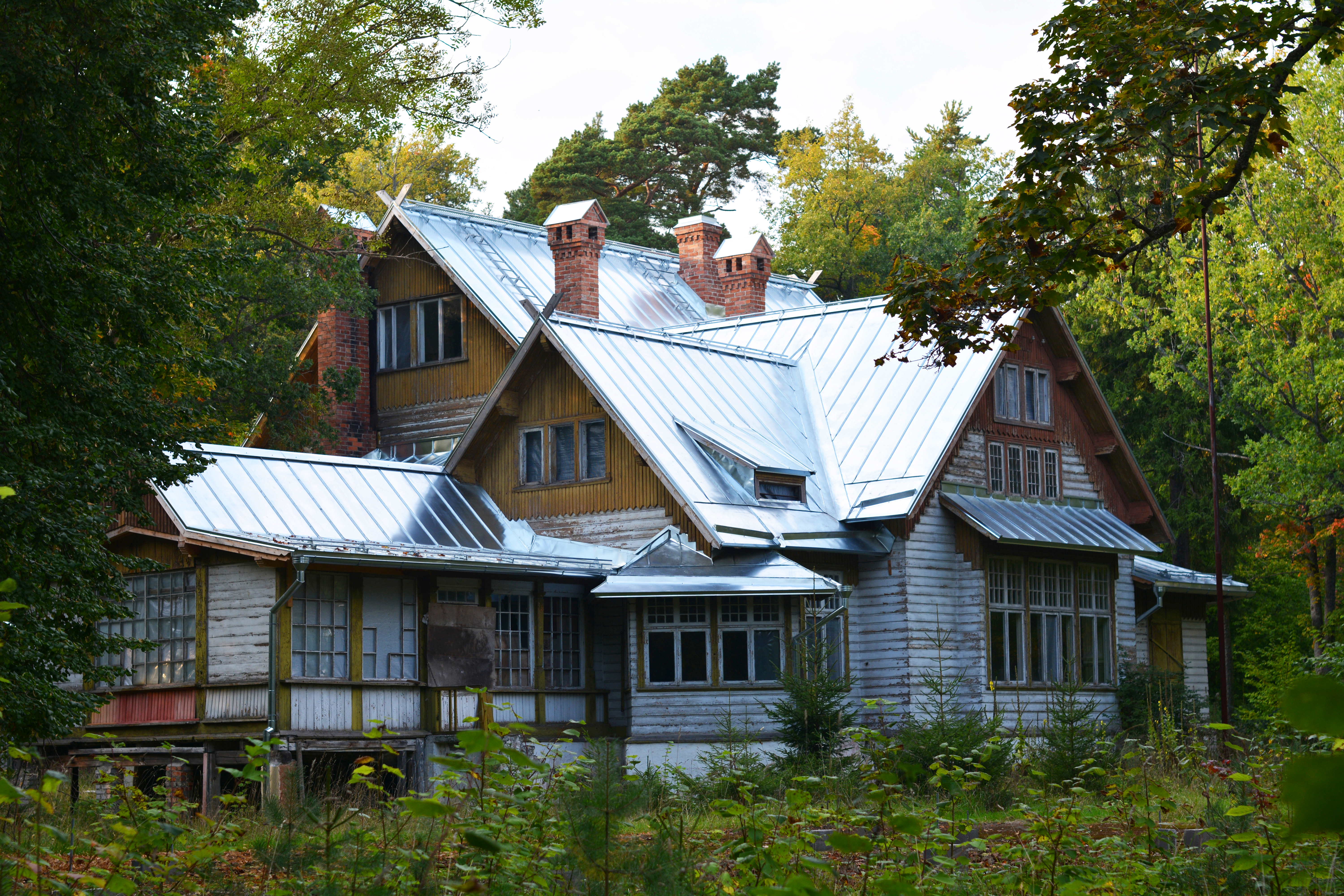
Maison d'Egon Koch.
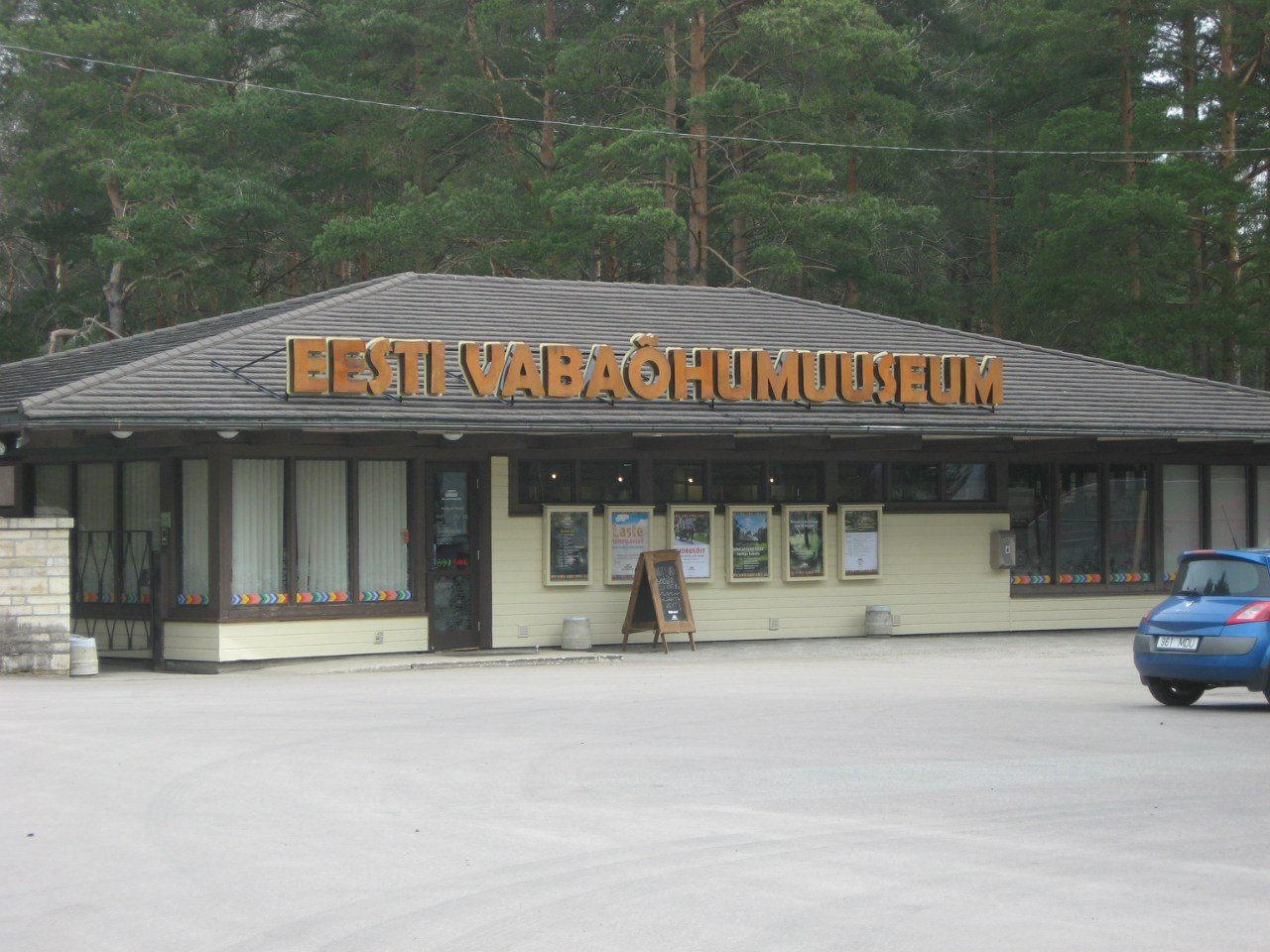
Bâtiment d'entrée du Musée en plein air.
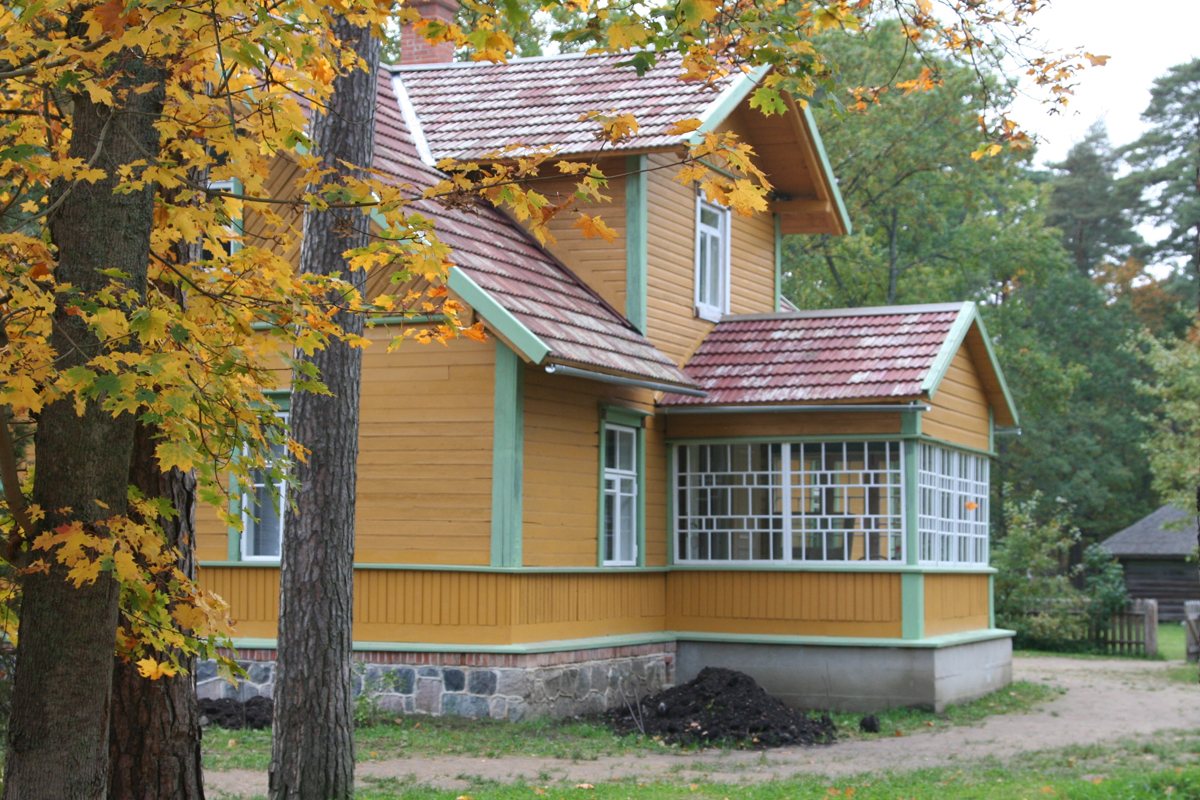
Ferme Kutsari-Harjapea au musée.
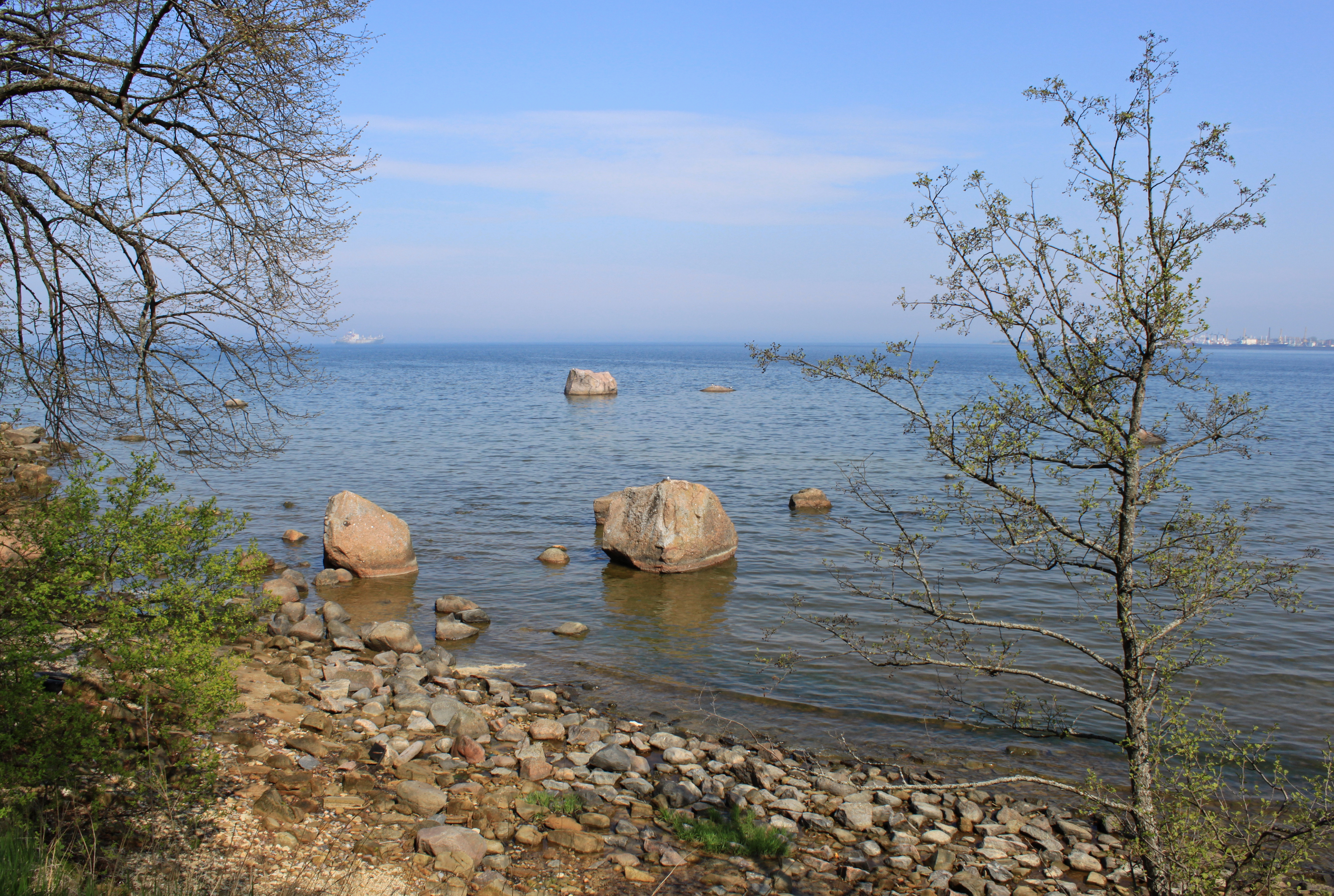
Bord de mer à Rocca al Mare
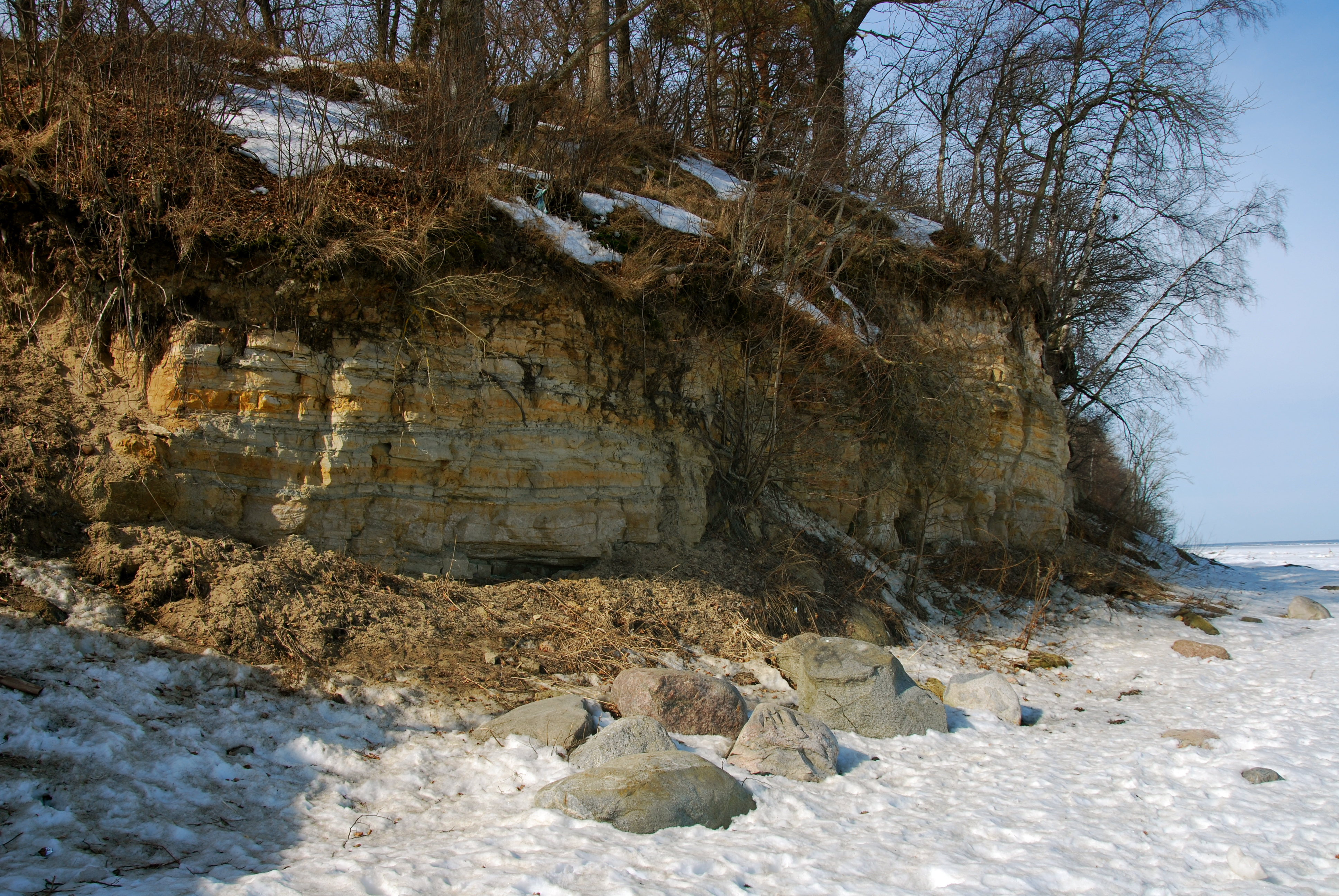
Falaise de Kakumäe.
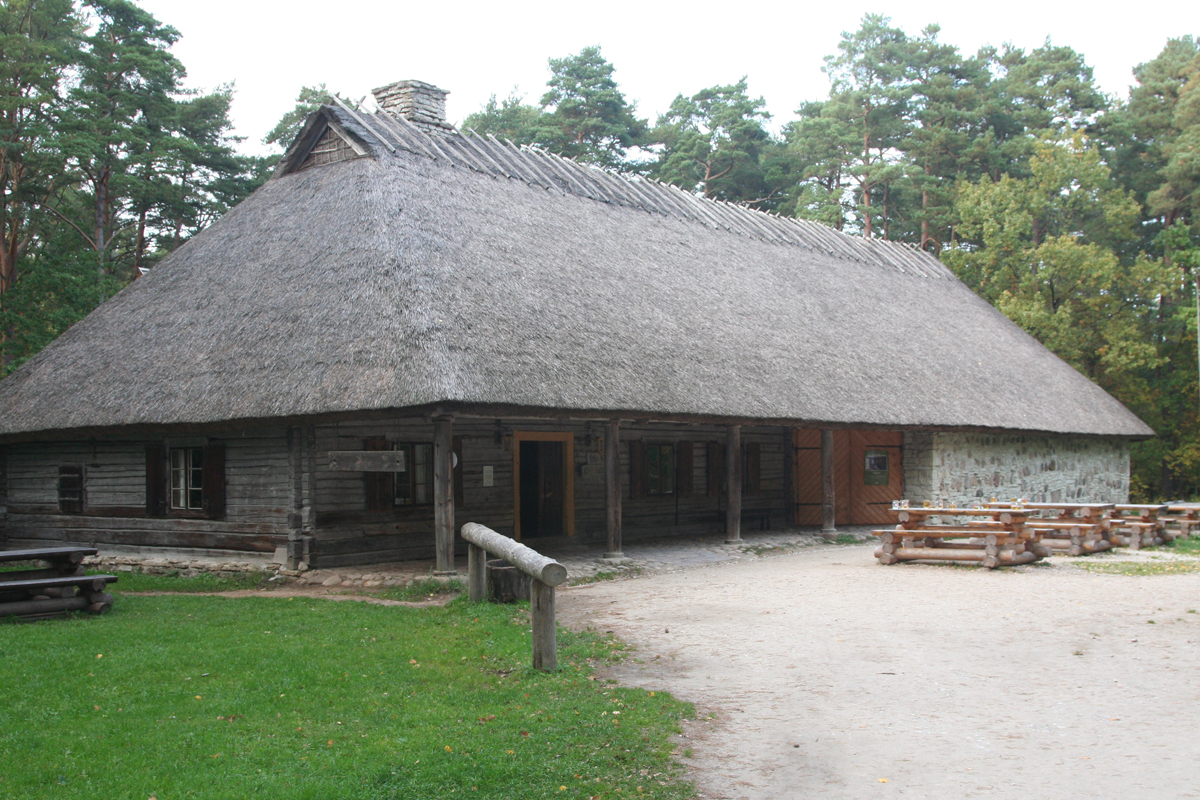
Taverne Kolu.
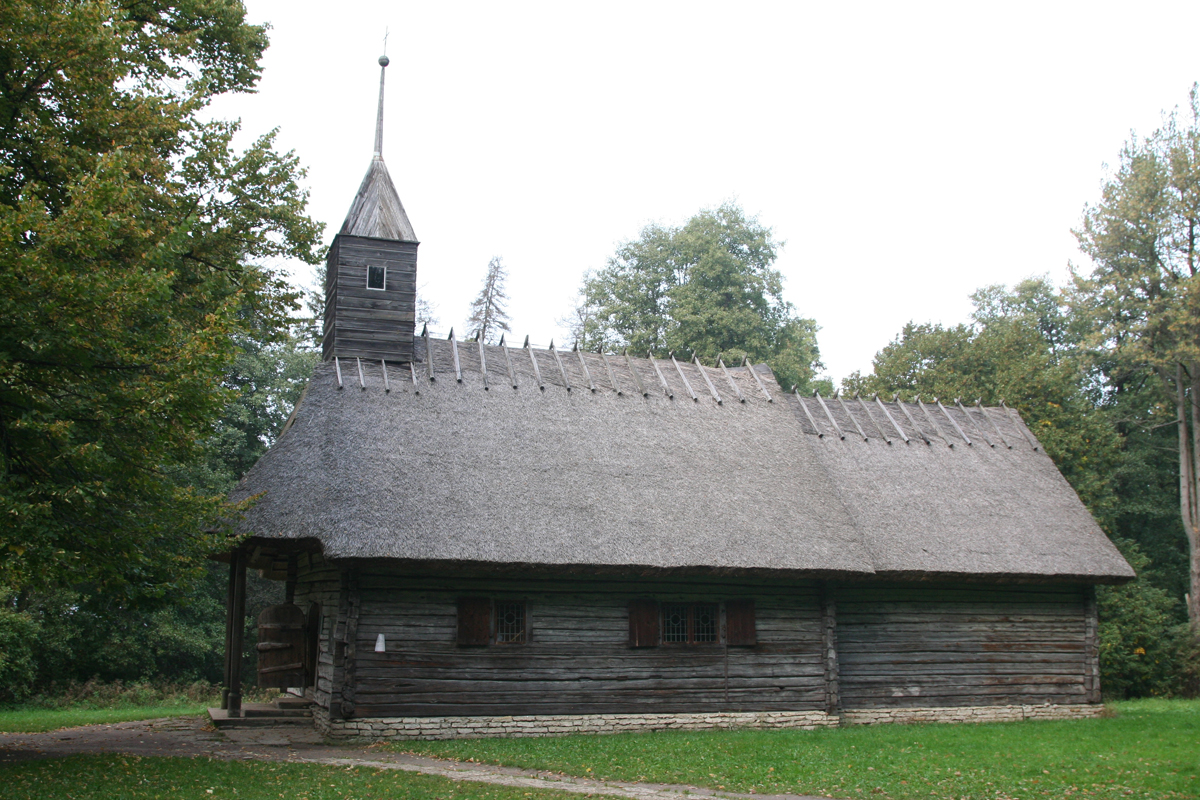
Chapelle Sutlepa
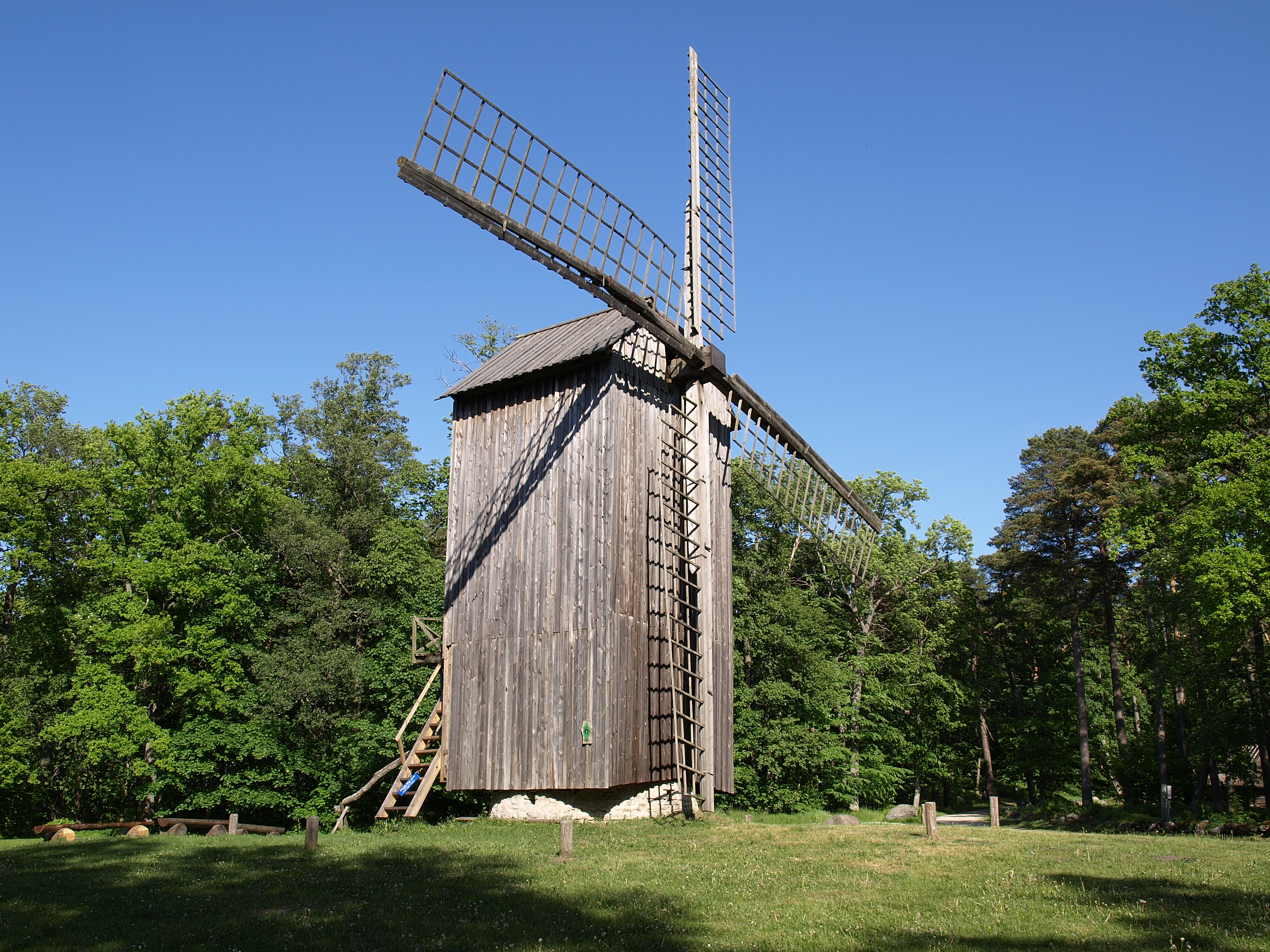
Moulin d'Ülendi
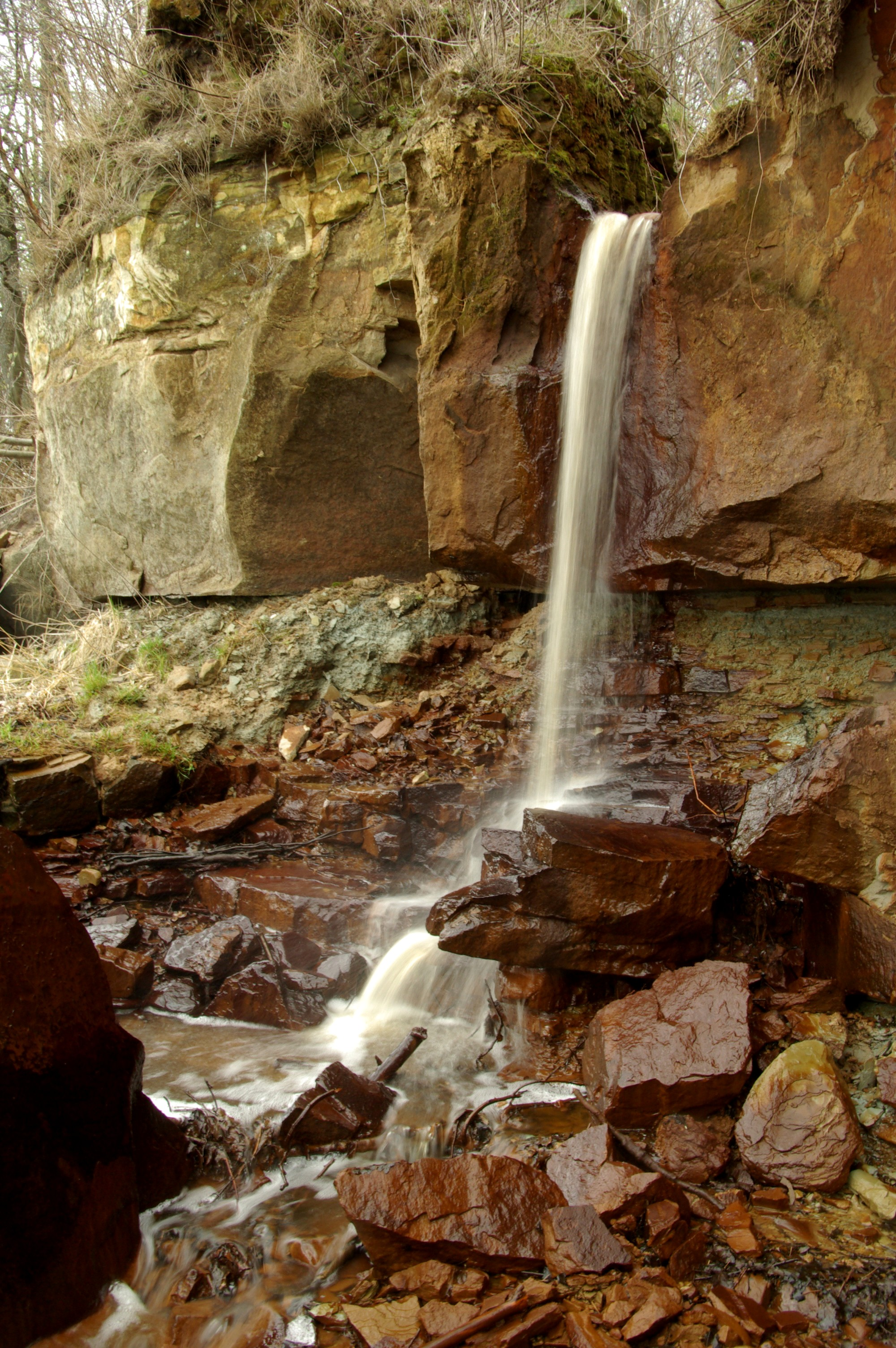
Chute d'eau de Roca al Mare